# Langeskov (Kerteminde Kommune)

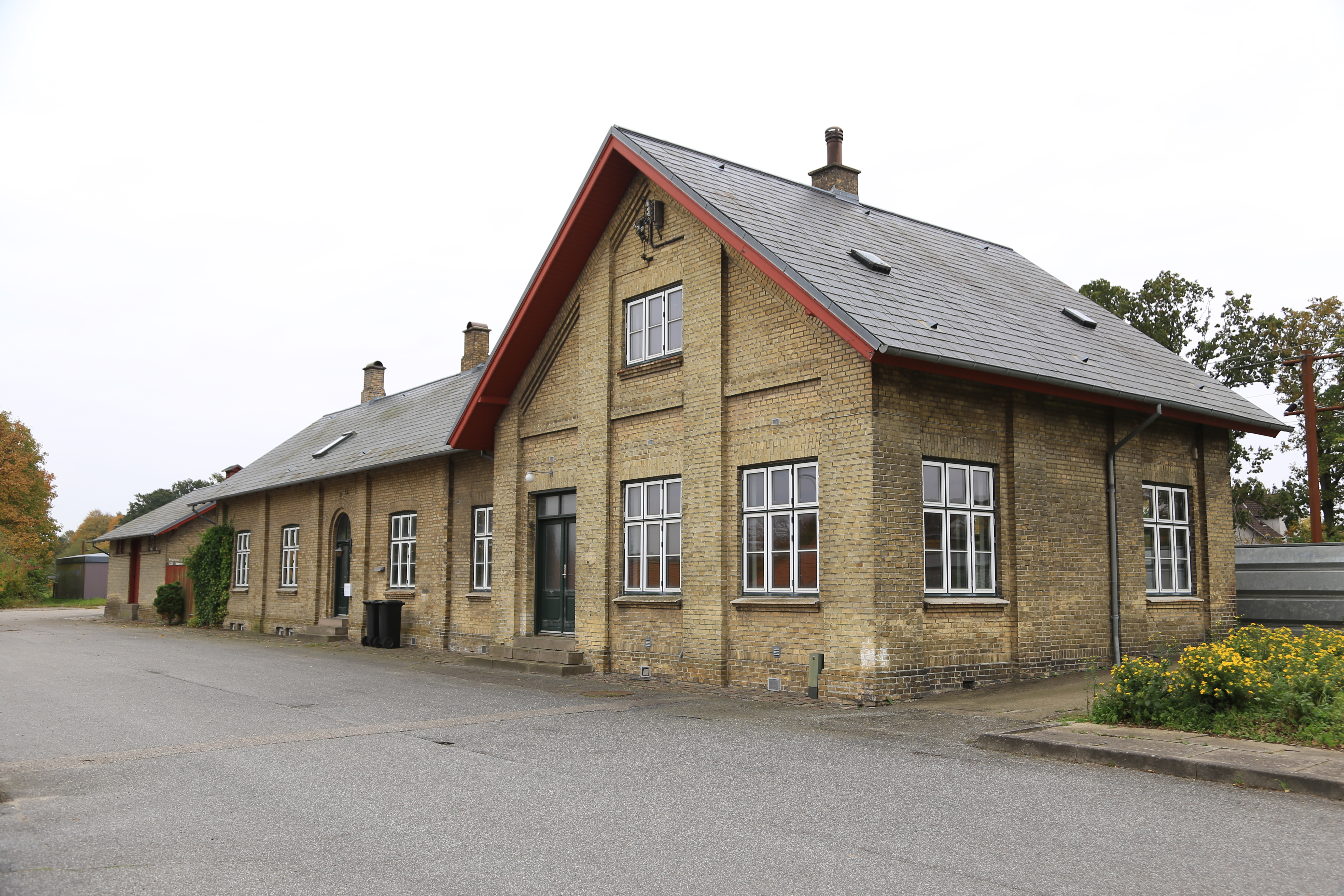
Ehemaliges Gebäude des Bahnhofs Langeskow, das 1977 geschlossen wurde.

Langeskov ist eine kleine Stadt in Dänemark mit einer Einwohnerzahl von 4456 (Stand: 1. Januar 2025). Sie gehört zu der Kerteminde Kommune, welche sich in der Region Süddänemark auf der Insel Fünen befindet.
Die Stadt Langeskov liegt in erster Linie in der Kirchspielgemeinde Rønninge und wurde im Anschluss an den Aufbau der Eisenbahnstrecke zwischen Odense und Nyborg im neunzehnten Jahrhundert gegründet. Die Stadt ist schnell gewachsen. Ihr nördlicher Teil durchquert jetzt die alte Gemeindegrenze und erstreckt sich bis zur Kirchspielgemeinde Birkende aus. Bis zum 1. Januar 2007 war Langeskov Sitz des Verwaltungsrats der ehemaligen Langeskov Kommune.
Der Rønningestenen (Nr. DR 202, Fyn 30) ist ein Runenstein, der im Karnhaus der Rønninge Kirke bei Langeskov steht.
In Langeskov steht ein Modell des Preikestolen, der berühmten Sehenswürdigkeit der Schwesterstadt Forsand.
Tabelle: Einwohner Langeskov
| Jahr | Einwohner |
| ---- | --------- |
| 2006 | 3.809     |
| 2007 | 3.893     |
| 2008 | 3.972     |
| 2009 | 4.065     |
| 2010 | 4.003     |
| 2011 | 4.023     |

## Verkehr
Langeskov hat einen Haltepunkt an der Bahnstrecke København–Fredericia.

## Persönlichkeiten
- Mathias Greve (* 1995), Fußballspieler